# Cochlearia scotica
Cochlearia scotica là một loài thực vật có hoa trong họ Cải. Loài này được Druce mô tả khoa học đầu tiên năm 1928 publ. 1929.